# Бисли, Стив
Сти́вен (Стив) Би́сли (англ. Stephen "Steve" Bisley; род. 26 декабря 1951, Лейк Манмора, Новый Южный Уэльс) — австралийский актёр. Известен по фильму «Безумный Макс» (1979).

## Биография и карьера
Родился в городе Лейк Манмора, в Новом Южном Уэльсе. Получил степень в области актёрского искусства в Национальном институте театрального искусства в Сиднее в 1977 году.
Во время учёбы в Национальном институте Бисли познакомился и сдружился с Мелом Гибсоном. Они вместе снимались в фильмах «Жаркое лето», «Безумный Макс» и «Цепная реакция». Причём в последнем Бисли играл главную роль, а Гибсон не был указан в титрах.
Роль полицейского-мотоциклиста Джима по кличе «Гусь» в пост-апокалиптическом боевике «Безумный Макс» стала самой известной в карьере актёра. Австралийским телезрителям Бисли также знаком по роли детектива Джека Кристи в сериале «Водяные крысы», в котором он снимался с 1997 по 2001.
В 2013 году вновь появился на большом экране, сыграв второстепенную роль Дана Коди в экранизации романа Фрэнсиса Скотта Фицджеральда «Великий Гэтсби». В том же году Стив Бисли выпустил свою автобиографическую книгу под названием Stillways: A Memoir.

## Личная жизнь
Первой женой Бисли была дизайнер Шона Форрест, они состояли в браке в 80-х.
В 2000 году актёр женился второй раз, на публицистке Салли Берли. У пары было двое детей, но в 2006 супруги развелись. В сентябре 2009 года Стиву Бисли были предъявлены обвинения в нападении на бывшую жену. 15 сентября 2010-го он был признан виновным и приговорён к 300 часам исправительных работ. В ответ Бисли подал апелляцию.

## Фильмография
| Год       |    | Русское название              | Оригинальное название         | Роль                   |
| --------- | -- | ----------------------------- | ----------------------------- | ---------------------- |
| 1977      | ф  | Жаркое лето                   | Summer City                   | Бу                     |
| 1978      | ф  | Кинофронт                     | Newsfront                     | Айсмен                 |
| 1979      | ф  | Безумный Макс                 | Mad Max                       | Джим «Гусь» Рейнс      |
| 1980      | с  | Последний изгой               | The Last Outlaw               | Джо Бирн               |
| 1980      | ф  | Цепная реакция                | The Chain Reaction            | Ларри Стилсон          |
| 1981      | с  | Город, похожий на Элис        | A Town Like Alice             | Тим Уэлан              |
| 1982      | ф  | Сквиззи Тейлор                | Squizzy Taylor                | «Снежок» Катмор        |
| 1984      | ф  | Говорун                       | Fast Talking                  | Рэдбек                 |
| 1984      | ф  | Серебряный город              | Silver City                   | Виктор                 |
| 1985      | с  | Летающие доктора              | The Flying Doctors            | Энди МакГрегор         |
| 1987      | тф | Костяные шары                 | Hard Knuckle                  | Гарри                  |
| 1988      | с  | Эмма: Королева южных морей    | Emma: Queen of the South Seas | Капитан Том Фаррелл    |
| 1990      | ф  | Большой обман                 | The Big Steal                 | Гордон Фаркас          |
| 1991      | ф  | Выше холма                    | Over the Hill                 | Бенедикт               |
| 1994      | с  | Бегство с Юпитера             | Escape from Jupiter           | Даффи                  |
| 1994      | тф | Галифакс: Красивая смерть     | Halifax f.p: The Feeding      | Джона Коул             |
| 1995—1996 | с  | Джи Пи                        | G.P.                          | Доктор Генри Кинг      |
| 1998—2001 | с  | Водяные крысы                 | Water Rats                    | Детектив Джек Кристи   |
| 1999      | ф  | Ад на колесах                 | In the Red                    | Спарки                 |
| 2007—2009 | с  | Морской патруль               | Sea Patrol                    | Коммандер Стив Маршалл |
| 2009      | ф  | Я тоже тебя люблю             | I Love You Too                | Билл                   |
| 2010      | ф  | Свадебная вечеринка           | The Wedding Party             | Роджер                 |
| 2012      | тф | Джек Айриш: Безнадежные долги | Jack Irish: Bad Debts         | Кевин Пиксли           |
| 2013      | ф  | Великий Гэтсби                | The Great Gatsby              | Дан Коди               |
| 2016—2017 | с  | Доктор, доктор                | Doctor Doctor                 | Джим Найт              |
| 2017      | ф  | Кабан                         | Boar                          | Боб                    |